# Stegania trimaculoides
Stegania trimaculoides là một loài bướm đêm trong họ Geometridae.